# Razmerje vzgon/upor
Razmerje vzgon/upor (ang. lift-to-drag ratio ali samo L/D) je razmerje med vzgonom in zračnim uporom krila ali druge vzgonske naprave. Zaželena so čimvečja L/D razmerja, kar pomeni manjši upor, s tem manjšo porabo goriva in boljše sposobnosti. V nekaterih primerih je jadralno število enako razmerju L/D, jadralno letala dosežejo L/D tudi čez 60.
Razmerje L/D se lahko izračuna, lahko se ga določi z letnim testiranjem ali pa se ga testira v vetrnem tunelu

## Primer razmerja vzgon/upor
- Virgin Atlantic GlobalFlyer: 37
- Lockheed U-2: ~28
- Rutan Voyager:27
- Albatros: 20
- Boeing 747: 17 pri križarjenju
- Boeing 767: ~12 brez motorjev
- Concorde: 7.14 (pri Mach 2), pri pristanku 4,35
- Cessna 150: 7
- Helikopter: ~ 4,5 (pri 100 vozlih)
- Helikopter (avtorotacija):  ~4
- Jadralno letalo: 40-60
- Jadralni zmaj: 15
- Jadralno padalo: ~11
- Motorno padalo: 3,6-5,6
- Leteča obleka (Wingsuit): 2,5
- Apollo CM (ob vstopu v atmosfero): 0,368